# Sven Rühr
Sven Rühr (ur. 27 lipca 1968) – niemiecki bobsleista, trzykrotny medalista mistrzostw świata.

## Kariera
Pierwszy sukces w karierze Rühr osiągnął w 1996 roku, kiedy wspólnie z Christophem Langenem, Markusem Zimmermannem i Olafrm Hampelem zdobył złoty medal w czwórkach podczas mistrzostw świata w Calgary. Na rozgrywanych rok później mistrzostwach świata w St. Moritz razem z Wolfgangiem Hoppe, René Hannemannem i Carstenem Embachem ponownie był najlepszy w czwórkach. Ponadto wywalczył srebrny medal w tej konkurencji podczas mistrzostw świata w Altenbergu w 2000 roku, gdzie wystartował razem z Langenem, Zimmermannem i Thomasem Platzerem. Nigdy nie wystąpił na igrzyskach olimpijskich. Po zakończeniu kariery został trenerem.